# سکیگاهارا (درام تلویزیونی)
سکیگاهارا (به ژاپنی: 関ヶ原) نام یک مجموعه تلویزیونی سه قسمتی تاریخی بر پایه نبرد سکیگاهارا است. این مجموعه توسط شبکه تلویزیونی تی‌بی‌اس ساخته شده و در سال ۱۹۸۱ میلادی پخش شده است. در این مجموعه هیسایا موریشیگو نقش توکوگاوا ایه‌یاسو و گو کاتو نقش ایشیدا میتسوناری را ایفا می‌کند.